# Ferdinand Raimund
Ferdinand Jakob Raimund, avstrijski dramatik, * 1. junij 1790, Dunaj, † 5. september 1836, Pottenstein.
Ob Johannu Nestroyu je bil glavni predstavnik dunajskega ljudskega gledališča. 

## Življenje
Ferdinand Raimund je bil sin Jakoba Raimunda. Po očetovi smrti leta 1804 je bil učenec pri slaščičarju Ludwigu Dehnu. Kot »numero« je med gledališkimi odmori ponujal slaščice svojega mojstra in se s tem prvič spoznal z gledališčem. Poklic slaščičarja je opustil, da bi postal igralec. Leta 1808 se je priključil potujočim komikom, ter se z njimi podal na turnejo po Dunaju.
Zaradi govorne napake so ga v Meindlingu zavrnili, v Bratislavi pa je po premierni predstavi dobil odpoved. V letih med 1809 in 1814 je z različnimi igralskimi zasedbami nastopal po zahodni Madžarski.
Leta 1814 se je vrnil na Dunaj, kjer je v gledališču Josefstadt slavil prve uspehe. Umetniški prodor mu je uspel leta 1815 z gledališko igro Glasbeniki na visokem trgu (Die Musikanten am hohen Markt), delom kasnejšega tasta Josefa Aloisa Gleicha, pri dunajskem ljudskem gledališču. Uspeh je bil tako izjemen, da je Gleich do leta 1817 napisal še štiri nadaljevanja. 
Od leta 1817 je bil Raimund član ansambla gledališča Leopoldstadt, od 1828 do 1830 celo član direkcije. Raimund tu ni le igral, temveč je tudi vodil režijo.
Med letoma 1820 in 1822 je bil nesrečno poročen s subreto Aloisio Gleich. V času zakona je imel razmerje z Antonio Wagner, s katero je nato živel do leta 1829. Raimundova ljubezenska razmerja in njegova predstava o popolni ljubezni so v enaki meri krojila njegova dela, kot tudi nagnjenost k usodi tragičnega junaka.
Od leta 1823 se je bolj posvečal pisanju. Kljub njegovemu cilju uspeti z likom tragičnega junaka je največje uspehe slavil s komičnimi liki. Vedno znova je trpel za depresijo.
Leta 1830 se je Raimund preizkusil v tragedijah Nesrečna krona ali Kralj brez kraljestva, Junak brez poguma, Lepota brez mladosti (Die unheilbringende Zauberkrone oder König ohne Reich, Held ohne Mut, Schönheit ohne Jugend), a pri občinstvu ni žel uspeha. Leta 1830 Raimund zapusti Leopoldstadt, saj tudi kritiki zanj niso imeli pohvalne besede. Vedno manj je nastopal in se leta 1834 popolnoma umaknil na svoje posestvo Pernitz (Raimundvilla). Zaradi ugriza psa, ki je bil po njegovem mnenju stekel, se je v noči na 30. avgust leta 1836 ustrelil. 
Umrl je nekaj dni kasneje, 5. septembra pri 46 letih v Pottensteinu. Pokopan je na pokopališču pri Gutensteinu.

## Pomen
Raimundova dela so scenske prikazni sreče v urejenem svetu z utopičnim pogledom na višje kraljestvo ljubezni in svobode. Raimund je za ljudsko gledališče, ki je bilo namenjeno zgolj komiki in smehu, zasnoval drugačno dramatiko, kjer komične figure začnejo prevzemati nove vloge. Njegov vpliv na odtujeno pravljično gledališče kot utopija in ogledalo realnosti je imelo izjemen vpliv na nadaljnji razvoj ljudskih iger in dramatike v 20. stoletju.

## Dela
V letih 1823 do 1834 je Raimund ustvaril osem predstav, ki skupaj z Nestroyevim delom predstavljajo literarni višek dunajske ljudske komedije. V njegovih delih se kaže tradicija baročnega gledališča, dunajskih čarobnih iger, parodij in ljudskih iger. Zmes humorja, melanholije ter vzgojni pridih so mu zagotovili uspeh pri širšem občinstvu. 
- Izdelovalec termometrov na čarobnem otoku (Der Barometermacher auf der Zauberinsel), burka s petjem in plesom v dveh dejanjih, glasba Wenzel Müller (premiera 18.december 1823 v gledališču Leopoldstadt).
- Diamant kralja duhov (Der Diamant des Zauberkönigs), čarobna igra v dveh dejanjih, glasba Joseph Drechsler (premiera 17. december 1824 v gledališču Leopoldstadt).
- Deklica iz pravljične dežele ali Kmet kot milijonar (Das Mädchen aus der Feenwelt oder Der Bauer als Millionär), romantična izvirna čarobna pravljica s petjem v treh dejanjih, glasba Joseph Drechsler (10. november 1826 v gledališču Leopoldstadt).
- Kralj gora in ljudomrznik (Der Alpenkönig und der Menschenfeind), romantično-komična izvirna čarobna igra v dveh dejanjih, glasba Wenzel Müller (17. oktober 1828 v gledališču Leopoldstadt; slo.1973).
- Zapravljivec (Der Verschwender), čarobna pravljica  v treh dejanjih, glasba Konradin Kreutzer ( 20. februar 1834 v gledališču Josefstadt; slo.1927).